# Facivermis
Genre
Espèces de rang inférieur
- † F. yunnanicus Hou & Chen, 1989
- † F. longiusula (Hu, 2002)

Facivermis est un genre de lobopodien  des schistes de Maotianshan du Cambrien inférieur de Chine.

## Anatomie
Facivermis était une créature vermiforme pouvant atteindre 90 mm de long. Son corps était divisé en trois sections. La section antérieure avait cinq paires d'appendices de même taille bordés de petites pointes. La section médiane était allongée et cinq fois plus longue que les autres. La section postérieure était en forme de poire et comportait trois rangées de crochets autour de l'anus.

## Classification
Facivermis était considéré par ses descripteurs comme un ver polychète. Une affinité avec la lignée inhabituelle de crustacés Pentastomida a également été proposée, mais elle est considérée comme improbable,. Depuis sa découverte, la plupart des preuves ont cependant confirmé qu'il s'agissait d'un lobopodien,. Liu et coll. le comparent avec le lobopodien Miraluolishania (en). Ils notent également que son extrémité en forme de poire ressemble beaucoup à la trompe des vers priapulides si elle est interprétée comme étant son extrémité antérieure. Les restes fragmentaires  du possible priapulide « Xishania » longiusula ressemblent étroitement à l'extrémité en forme de poire de Facivermis, et Huang et coll. ont donc  attribué « X » longiusula à Facivermis comme seconde espèce du genre,. En 2020, de nouveaux spécimens ont été découverts avec un tube préservé, montrant qu'il s'agissait d'un lobopodien du groupe des Luolishaniidae (en) ressemblant à un ver tubicole sessile avec un bulbe postérieur.

## Écologie
Facivermis était auparavant interprété comme un prédateur qui s'ancrait dans les sédiments avec son extrémité postérieure crochue et utilisait ses appendices antérieurs pour attraper des proies. Un fossile a conservé un possible bradoride (en) dans son intestin. Les nouveaux spécimens suggèrent un mode de vie similaire aux sabellidés actuels, les crochets antérieurs étant utilisés pour s'ancrer dans les sédiments.